# Werner Nilsen
Werner Nilsen (Skien, 4 febbraio 1904 – St. Louis, 10 maggio 1992) è stato un calciatore e allenatore di calcio norvegese naturalizzato statunitense, di ruolo attaccante.

## Carriera
Prese parte ai mondiali del 1934 con la Nazionale statunitense.

## Palmarès

### Club

#### Competizioni nazionali
- American Soccer League: 4

Boston S.C.: 1927-1928
Fall River: F.C.: Autunno 1929, Primavera 1930, Autunno 1930